# Saint-Sulpice-Laurière
Saint-Sulpice-Laurière este o comună în departamentul Haute-Vienne din centrul Franței. În 2009 avea o populație de 892 de locuitori.

## Evoluția populației
| An        | 1975  | 1982  | 1990  | 1999 | 2006 | 2009 |
| --------- | ----- | ----- | ----- | ---- | ---- | ---- |
| Populație | 1.330 | 1.200 | 1.046 | 881  | 941  | 892  |